# Refinería del Planalto Paulista
Refinaria de Paulínia (Replan) es una refinería de petróleo ubicada en la ciudad de Paulínia, en el estado de San Pablo, Brasil. REPLAN es la más grande refinería de la empresa brasileña Petrobras, con capacidad de procesamiento de 57.200 m³ al día (360.000 barriles al día), lo que equivale a 20% de la capacidad de refinación de petróleo de Brasil. Próximo de 80% del petróleo procesado es producido en Brasil, principalmente en la Cuenca de Campos.